# Benedict Schmidt
Pour les articles homonymes, voir Schmidt.
Benedict Schmidt, né le 21 mars 1726 à Forchheim et mort le 3 octobre 1778 à Ingolstadt, est un juriste.

## Biographie
Né en 1726 à Forchheim (Bamberg), il est successivement professeur de droit à l'université de Bamberg, conseiller aulique du prince-évêque de Bamberg, professeur de droit public et féodal à l'université d'Ingolstadt (1761).

## Œuvres
- Principia juris germanici antiquissimi, antiqui, medii atque hodierni, Nuremberg, 1756.